# Heinkel He 119
Heinkel He 119 là một loại máy bay ném bom thử nghiệm của Đức quốc xã.

## Tính năng kỹ chiến thuật (He 119 V6)
Dữ liệu lấy từ Warplanes of the Third Reich
Đặc điểm tổng quát
- Kíp lái: 3
- Chiều dài: 14,80 m (48 ft 6½ in)
- Sải cánh: 15,90 m (52 ft 2 in)
- Chiều cao: 5,40 m (17 ft 8½ in)
- Diện tích cánh: 50,02 m² (538,2 ft²)
- Trọng lượng rỗng: 5.201 kg (11.464 lb)
- Trọng lượng có tải: 7.581 kg (16.678 lb)
- Động cơ: 1 × Daimler-Benz DB 606A-2, 1.753 kW (2.350 hp)

 Hiệu suất bay 
- Vận tốc cực đại: 591 km/h (319 knot, 367 mph) trên độ cao 4.500 m (14.765 ft)
- Vận tốc hành trình: 510 km/h (276 knot, 317 mph) trên độ cao 4.500 m (14.765 ft)
- Tầm bay: 3.123 km (1.687 hải lý, 1.940 mi) trên độ cao 6.000 m (19.685 ft)
- Trần bay: 8.500 m (27.890 ft)

Trang bị vũ khí

- Súng: 1 × súng máy MG 15 7,9 mm (.312 in)